# Подиум (мода)
По́диум — возвышение в виде длинной узкой платформы для показа моды (прохода моделей в одну и другую сторону под музыку).

## История
В 1901 году дизайнер Люсиль провела в Лондоне первое публичное дефиле — показ мод со сценой и музыкальным сопровождением. Сцена у Люсиль в парижской традиции того времени была небольшой и невысокой (две-три ступени).
Длинные и высокие подиумы, простирающиеся в аудиторию (англ. catwalk), зародились в США. На фото 1909 года, сделанном в Египетском зале магазина Уонамейкерс, видна сцена, от которой в аудиторию под прямым углом отходит длинная платформа, на которой стоят около двадцати моделей. Пропорции конструкции ближе к современным подиумам, чем к сценам Люсили. Использование высоких платформ для показа мод рекомендовалось в 1911 году в специальной литературе. Предтеча современных узких подиумов появился во время спектаклей в театре «Винтер Гарден» в Нью-Йорке. Владельцы театра, Шуберты, вставили в своё ревю англ. The Passing Show of 1914 имитацию показа мод, в которой актрисы — вначале в вечерних платьях, а потом без них — выходили на мостки, проходившие от центра сцены в зрительный зал. Р. Г. Уэйнскотт (англ. Ronald Harold Wainscott), считает, что это решение пришло из японского театра кабуки, где подиум-ханамити использовался с XVII века. В западную театральную традицию его перенёс Макс Рейнхардт в начале 1910-х годов для разрушения четвёртой стены.
Уже через год Флоренц Зигфелд впечатлил публику подиумом, расположенным над головами первых двух рядов столиков кабаре, стратегически проделанные вентиляционные отверстия открывали вид на ноги проходящих артисток, а потоки воздуха через отверстия поднимали юбки на «опасную высоту». Подиум был спроектирован недавно приехавшим из Австрии И. Урбаном, который в то же время прославился переделкой сцены для показа мод в магазине Гимбелс, так что, возможно, сцена для англ. Ziegfeld Midnight Frolic была эротизированной версией подиума из магазина.
Европейские модельеры, впечатлённые масштабом американских дефиле, тем не менее продолжили традицию салонов с очень небольшим количеством (около 50) зрителей-покупательниц без использования подиума (модели проходили через анфиладу комнат). Одним из немногочисленных исключений стал Редферн, оснастивший свой салон в центре Парижа длинной платформой, по которой модели проходили перед тем, как спуститься в зал. Открытые показы для больших аудиторий появились во Франции в 1920-х годах; в 1929 дефиле прошло в Парижской опере, где подиум был построен в центральном проходе.

## Современность
Если дать дизайнеру волю, длина подиума будет 300 метров и все будут сидеть в первом рядуБ. Рейвид (англ. Bruce Rayvid), продюсер Недели моды в Нью-Йорке
Конструкция подиума — ключевой элемент интерьерного дизайна для показа мод. Типичная длина подиума — от 10 до 50 метров. Особенности показа мод приводят к особой привлекательности первых рядов для зрителей. Увеличение длины подиума позволяет разместить в наиболее престижных первых двух рядах больше зрителей; уже в 1917 году появился первый 200-метровый подиум (в том же Гимбелс).
В эпоху социальных сетей и цифровой фотографии успех показа зависит в том числе и от возможности для зрителей сделать качественную фотографию. Показ мужской одежды Луи Вюиттона потому использовал подиум длиной 200 метров; с двух сторон подиума было размещено по два ряда кресел и ещё один ряд для стоящих зрителей — все зрительские фотографии автоматически демонстрировали престижный статус «первых рядов».
Самый длинный подиум, длиной более 2 километров, был сооружён 8 октября 2011 года в торговом центре бельгийского города Вейнехем. Проход моделей по подиуму занимал 35 минут.
Как правило, зона подиума сопровождается немного затемнённой зрительской зоной с обеих сторон, первые ряды которой занимают ценители моды, представители прессы и приглашённые знаменитости. На сцене в конце подиума устанавливаются декорации, служащие фоном для дефиле. За кулисами находится располагаются стойки с одеждой, обувью и аксессуарами для показа. Здесь же специалисты помогают моделям переодеться, нанести макияж и сделать прическу для выхода.

### Зоны подиума
| Фото | Зона              | Описание                          |
| ---- | ----------------- | --------------------------------- |
|      | Собственно подиум | Зона для показа моделей одежды    |
|      | Первые ряды       | Зона для прессы и знаменитостей   |
|      | За кулисами       | Служебная зона для профессионалов |

## Вертикальный подиум
В 2005 году впервые в истории моды в качестве подиума была использована стена здания (центр Рокфеллера в Нью-Йорке). В роли моделей выступили спортсмены и гимнасты. Это был вертикальный показ мод компании Таргет.